# Star Wars Jedi: Survivor
Star Wars Jedi: Survivor is een computerspel ontwikkeld door Respawn Entertainment en uitgegeven door Electronic Arts. Het is een vervolg op Star Wars Jedi: Fallen Order (2019) en is uitgekomen op PlayStation 5, Windows en Xbox Series X/S op 28 april 2023. Het spel wordt gemaakt met de Unreal Engine 4.

## Verhaal
Star Wars Jedi: Survivor speelt zich af vijf jaar na de gebeurtenissen van Star Wars Jedi: Fallen Order, waardoor het verhaal rond dezelfde tijd valt als de serie Obi-Wan Kenobi. Het verhaal volgt Jedi Knight Cal Kestis (Cameron Monaghan), terwijl hij probeert te overleven tegen het vijandige Galactisch Keizerrijk. Respawn zegt dat Kestis alles moet doen "alles wat nodig is" om in leven te blijven als een van de weinige overlevende jedi na de gebeurtenissen van Order 66. Een van zijn nieuwste tegenstanders is een mysterieuze Pau'an keizerlijke senator op Coruscant die een gevaarlijke deal sluit.

## Ontwikkelingen
De ontwikkeling van een vervolg op Star Wars Jedi: Fallen Order werd aangekondigd in januari 2022. De titel van het spel, Star Wars Jedi: Survivor, werd aangekondigd in mei 2022, samen met het debuut van een CGI-onthullingstrailer tijdens Star Wars Celebration. Het spel wordt ontwikkeld door Respawn Entertainment en staat gepland voor een uitgave in 2023 voor PlayStation 5, Windows en Xbox Series X/S.

## Rolverdeling
De rolverdelingen binnen Star Wars Jedi: Survivor
| Acteur           | Personage          | Beschrijving                |
| ---------------- | ------------------ | --------------------------- |
| Debra Wilson     | Cere Junda         | Jedi Meester                |
| Cameron Monaghan | Cal Kestis         | Jedi Knight                 |
| Noshir Dalal     | Bode Akuna         | Premie Jager                |
| Tina Ivlev       | Nightsister Merrin | Laatste van de nachtzusters |
| Daniel Roebuck   | Greez Dritus       | Piloot en Monteur           |